# Beezie Madden
Elizabeth Madden, detta Beezie (Milwaukee, 20 novembre 1963), è una cavallerizza statunitense, vincitrice di due medaglie d'oro nel Salto ostacoli a squadre, sia alle olimpiadi di Atene 2004 che di Pechino 2008.

## Palmarès
- Olimpiadi

Atene 2004: oro nel salto ostacoli a squadre.
Pechino 2008: oro nel salto ostacoli a squadre e bronzo individuale.